# Králíky (district de Hradec Králové)
Pour les articles homonymes, voir Králíky.
Králíky (en allemand : Kralik) est une commune du district de Hradec Králové, dans la région de Hradec Králové, en Tchéquie. Sa population s'élevait à 394 habitants en 2022.

## Géographie
Králíky se trouve à 4 km au nord-est de Nový Bydžov, à 22 km à l'ouest-nord-ouest de Hradec Králové et à 81 km à l'est-nord-est de Prague.
La commune est limitée par Smidary et Myštěves au nord, par Petrovice au nord-est, par Lodín et Kobylice à l'est, par Prasek et Nový Bydžov au sud, et par Sloupno et Skřivany à l'ouest.

## Histoire
La première mention écrite de la localité date de 1635.

## Administration
La commune se compose de quatre sections :
- Králíky
- Chmelovice
- Podoliby
- Řehoty

## Transports
Par la route, Králíky se trouve à 4 km de Nový Bydžov, à 27 km de Hradec Králové et à 100 km de Prague. 